# Auf ewig und drei Tage
Auf ewig und drei Tage ist ein im Zweiten Weltkrieg entstandener US-amerikanischer, propagandistischer Episodenfilm, der die unverbrüchliche Freundschaft und Waffenbrüderschaft der beiden Weltkriegs-Verbündeten Vereinigte Staaten und Großbritannien zu beschwören sucht. An dieser mit zahlreichen Stars besetzten Hollywood-Produktion waren ein französischer und sechs anglo-amerikanische Regisseure beteiligt.

## Handlung
London im Zweiten Weltkrieg. Die Luftschlacht um England ist im vollen Gange und trifft das einfache Volk ebenso wie die Upper Class der britischen Hauptstadt. Inmitten des Kriegs hat sich der US-amerikanische Reporter und Journalist Gates Trimble Pomfret nach England begeben, um von Großbritanniens Kriegsanstrengungen zu berichten. Sein Vater telegrafiert ihm, er möge sich um den Verkauf des alten Familienstammsitzes in London in der Pomfret Street Nr. 6 kümmern.
So begibt sich Gates auf die Spuren der Vorfahren. Als er vor Ort ankommt, fallen gerade deutsche Bomben nieder, und Gates findet Schutz in dem Gebäude. Nachdem wieder Ruhe eingekehrt ist, lernt er die jetzige Bewohnerin, seine Verwandte Lesley Trimble kennen. Die ist entsetzt über die Absicht der amerikanischen Vettern, das Haus zu verkaufen, und beginnt ihm von der langen Geschichte dieses Gebäude seit seiner Erbauung im Jahre 1804 zu erzählen, Gates wird in den folgenden Stunden erfahren, dass das Gemäuer nicht nur für die Zusammengehörigkeit der beiden Familienzweige Trimble und Pomfret, sondern geradezu sinnbildlich auch für die engen Verbindungen und Bindungen zwischen Amerika und England steht.
1804 lässt der Urvater der weit verzweigten Sippe, der knorrige alte Admiral Eustace Trimble, das Haus errichten. Der Sitz war steinerner Zeitzeuge nicht nur der turbulenten Familiengeschichte, sondern auch der Geschichte, in der diese Familienereignisse stattfanden: Man erlebt das Entstehen des Empires im viktorianischen Zeitalter und die hier nicht kritisch beleuchteten Auswüchse innerhalb der altenglischen Standesgesellschaft. Auch die Neuerungen jener Epoche, genau beäugt von Butler Bellamy, machten vor dem altehrwürdigen Bauwerk nicht halt: So installierten der Klempner Dabb und sein Gehilfe Wilkins im vorangeschrittenen 19. Jahrhundert die erste Badewanne in dem hochherrschaftlichen Anwesen. Neben komischen Momenten hält aber auch immer wieder die Tragik Einzug: Während des Ersten Weltkriegs müssen Mr. und Mrs. Barringer bei einem festlichen Zusammensein erfahren, dass ihr Sohn an der Front gefallen ist.
Zurück in der Gegenwart: Ein Vierteljahrhundert später dient das Haus als Luftschutz-Gebäude. Und so endet Lesley Trimbles Erzählung während eines erneuten Bombenabwurfs, der diesmal das Haus trifft. Wieder finden Gates und Lesley Schutz im Keller. Als beide wieder nach oben kommen, ist das Haus stark beschädigt. Doch in Gates hat ein Umdenken begonnen. Wenn schon das Bildnis des alten Admirals Eustace Trimble die Zerstörung überlebt habe, dann habe das Gemäuer es auch verdient, wieder aufgebaut zu werden.

## Produktionsnotizen

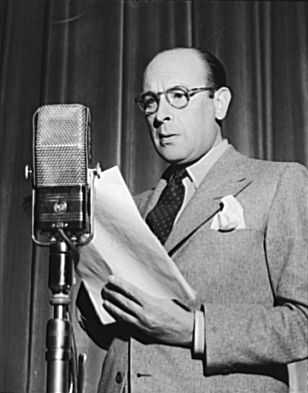
Der Initiator von Auf ewig und drei Tage, Cedric Hardwicke, während der Drehzeit des Films (1942)

Auf ewig und drei Tage – der Originaltitel des Films bedeutet wörtlich „Auf ewig und einen Tag“ – wurde 1941/42 unter dem Arbeitstitel The Changing World (Die sich verändernde Welt) gedreht und basierte auf einer 1941 bekannt gewordenen Idee des Co-Regisseur, Co-Produzenten und Darstellers des Klempners, Sir Cedric Hardwicke bzw. einiger aus Europa geflohenen Briten und Franzosen, die in Hollywood Schutz gefunden hatten. Albert S. D’Agostino entwarf die Filmbauten, Darrell Silvera war Ausstatter. Walter Plunkett schuf die wichtigsten Filmkostüme.
Die Uraufführung war am 21. Januar 1943, Massenstart am 26. März 1943. Die Einnahmen sollten karitativen Zwecken zugeführt werden. Am 5. August 1993 erlebte der Film seine deutsch synchronisierte Erstaufführung im Regionalfernsehen auf SDR 3.

## Kritiken
Bosley Crowther schrieb in der New York Times, dass das Bemerkenswerteste, was man über diesen Film sagen kann, die Zahl von sieben Regisseuren und Produzenten sowie 21 Drehbuchautoren und 79 Schauspielern sei, die hinter diesem Werk stünden. Darüber hinaus wies Crowther darauf hin, dass eindeutig die Absicht zu erkennen sei, dem Widerstandswillen der Briten als letztes Bollwerk gegen Hitler-Deutschland in Europa Tribut zollen zu wollen. „Unter diesen Umständen ist es überraschend, dass dieser Film tatsächlich gemacht wurde und dass er genau so angenehm geworden ist wie beabsichtigt. (…) ‚Forever and a Day‘ besitzt einige amüsante und berührende Abschnitte.“ Schließlich lobte Crowther auch noch die „superben Auftritte“ der Schauspielerriege, auch wenn die Story „abgedroschen“ sei.
Der Movie & Video Guide sagte, dass bei der geballten Anstrengung von sieben Regisseuren und rund 80 Stars „das Ergebnis ungleich“ sei, „aber viele feine Momente“ habe und eine „Besetzung, die es nur einmal im Leben“ gebe.
Halliwell’s Film Guide fand, dass „… diese Ansammlung an Sketchen unvermeidlicherweise ungleichmäßig“ ausgefallen sei, der Film aber „gute Gelegenheiten für wohlbekannte Darsteller“ gegeben habe, ihr Können zu zeigen.

„Melodramatischer Film, entstanden als Dokument der amerikanisch-englischen Verbundenheit während des Zweiten Weltkrieges, was sich bereits in der Zusammenarbeit von sieben Regisseuren mit 80 prominenten Stars aus Hollywood und England dokumentiert. Ein vor allem filmhistorisch bedeutender Film, der in den diversen Beiträgen zwischen übertriebener Rührseligkeit und ehrlicher stiller Ergriffenheit pendelt, bei allen inszenatorischen Uneinheitlichkeiten aber stets einen menschlich warmen Grundton bewahrt.“

CEA Film Report zeigte sich begeistert und meinte, der Film „ergreife und unterhalte“ in einem. „Eine Produktion von herausragender Qualität“.